# Phidippus amans
Phidippus amans là một loài nhện trong họ Salticidae.
Loài này thuộc chi Phidippus. Phidippus amans được Edwards miêu tả năm 2004.